# Ataenius guriensis
Ataenius guriensis är en skalbaggsart som beskrevs av Zdzisława Stebnicka 2005. Ataenius guriensis ingår i släktet Ataenius och familjen Aphodiidae. Inga underarter finns listade.